# 阿席熙
阿席熙（穆麟德轉寫：asihi；？—1681年），瓜爾佳氏。滿洲鑲紅旗人。清朝官員。
顺治年间由兵部笔帖式迁督捕左理事官，官至陕西巡抚。康熙十二年（1673年）六月接替麻勒吉擔任兩江總督（江南江西总督加兵部尚书）。另外，1674年8月起，該官職僅轄江南兩省。江西總督由董衛國擔任。三藩之乱时，阿席熙破耿精忠部于浙江、江西、江南各地，克绩溪、婺源、徽州。居官清廉，很得民心。坐事罢任，不久去世。